# Струмишка епархия (Римокатолическа църква)
 Тази статия е за римокатолическата титулярна епархия.  За източнокатолическата вижте Струмишко-Скопска епархия.  За историческата и православната вижте Струмишка епархия.
Струмишката епархия (на латински: Dioecesis Strumnitzensis) е титулярна епископия на Римокатолическата църква с номинално седалище в македонския град Струмица, Северна Македония. Епархията е подчинена на Солунската архиепископия.
Като титулярна епископия е установена в 1933 година.
Закрита е на 31 октомври 2018 година, след издигането на Македонския апостолически екзархат в Струмишко-Скопска епархия.
Титулярни епископи
| Име            | Име                             | Управление                          | Забележка                  | Години                             |
| -------------- | ------------------------------- | ----------------------------------- | -------------------------- | ---------------------------------- |
| Хесус Монсалве | Jesús Emilio Jaramillo Monsalve | 11 ноември 1970 – 10 януари 1971    | в епископ на Араука        | 14 февруари 1916 – 2 октомври 1989 |
| Юрай Йезеринац | Juraj Jezerinac                 | 11 април 1991 – 25 април 1997       | в хърватски военен епископ | 23 април 1939                      |
| Метод Килаини  | Method Kilaini                  | 22 декември 1999 - 31 октомври 2018 | в тамалумски т. е.         | 30 март 1948                       |